# 8711 Lukeasher
8711 Lukeasher este un asteroid din centura principală de asteroizi.

## Descriere
8711 Lukeasher este un asteroid din centura principală de asteroizi. A fost descoperit pe 5 iunie 1994 la Catalina Station de Carl W. Hergenrother. Asteroidul prezintă o orbită caracterizată de o semiaxă mare de 2,70 ua, o excentricitate de 0,06 și o înclinație de 27,2° în raport cu ecliptica.